# Табоао да Сера
Табоао да Сера (порт. Taboão da Serra) град је у Бразилу у савезној држави Сао Пауло. Према процени из 2015. у граду је живело 212.177 становника.

## Становништво
Према процени из 2015. у граду је живело 212.177 становника.
| 1991.   | 2000.   |
| ------- | ------- |
| 160,084 | 197,644 |